# Hannovers voetbalkampioenschap 1918/19
In 1918/19 werd het veertiende Hannovers voetbalkampioenschap gespeeld, dat georganiseerd werd door de Noord-Duitse voetbalbond. Eintracht Hannover werd kampioen en plaatste zich voor de Noord-Duits eindronde. De club versloeg VfB 04 Braunschweig en werd dan door Bremer SC 1891 uitgeschakeld.
De uitslagen van de competitie zijn niet meer bekend.

## Eindstand
| Plaats | Club                       | Wed. | W | G | V | Saldo | Ptn |
| ------ | -------------------------- | ---- | - | - | - | ----- | --- |
| 1.     | FC Eintracht 1898 Hannover |      |   |   |   |       |     |
| 2.     | Hannoverscher SV 96        |      |   |   |   |       |     |
| 3.     | FC Germania 1897 Hannover  |      |   |   |   |       |     |
| 4.     | FC Arminia Hannover        |      |   |   |   |       |     |
| 5.     | FC Germania 06 Lehrte      |      |   |   |   |       |     |
| 6.     | SC Elite 06 Hannover       |      |   |   |   |       |     |

|  | Kampioen |